# 希特里諾市鎮
43°26′N 26°53′E / 43.433°N 26.883°E
希特里諾市，是保加利亞的城鎮，位於該國東北部，由舒門州負責管轄，首府設於希特里諾，面積288平方公里，2009年人口6,423，人口密度每平方公里22.3人。